# Pseudocatharylla
Pseudocatharylla is een geslacht van vlinders uit de familie van de grasmotten (Crambidae). De wetenschappelijke naam van dit geslacht is voor het eerst voorgesteld door Stanisław Błeszyński in een publicatie uit 1961.

## Soorten
- P. albiceps (Hampson, 1912)
- P. allecto Bassi, 1999
- P. angolica Błeszyński, 1964
- P. argenticilia (Hampson, 1919)
- P. artemida Błeszyński, 1964
- P. asteria Bassi, 1999
- P. auricinctalis (Walker, 1863)
- P. aurifimbriellus (Hampson, 1896)
- P. berberichi Błeszyński, 1970
- P. calypso Bassi, 1999
- P. chalcipterus (Hampson, 1896)
- P. chionopepla (Hampson, 1919)
- P. duplicellus (Hampson, 1896)
- P. faduguella Schouten, 1994
- P. flavicostella Błeszyński, 1964
- P. flavipedellus (Zeller, 1852)
- P. gioconda Błeszyński, 1964
- P. inclaralis (Walker, 1863)
- P. infixellus (Walker, 1863)
- P. innotalis (Hampson, 1919)
- P. kibwezica Błeszyński, 1964
- P. lagosella Błeszyński, 1964
- P. latiola Chen, Song & Yuan, 2002
- P. mariposella Błeszyński, 1964
- P. megera Bassi, 1999
- P. meus (Strand, 1918)
- P. mikengella Błeszyński, 1964
- P. nemesis Błeszyński, 1964
- P. nigrociliella (Zeller, 1863)
- P. peralbellus (Hampson, 1919)
- P. photoleuca (Lower, 1903)
- P. polyxena Błeszyński, 1964
- P. ruwenzorella Błeszyński, 1964
- P. shafferi Bassi, 1999
- P. simplex (Zeller, 1877)
- P. subgioconda Błeszyński, 1964
- P. submikengella Błeszyński, 1964
- P. ugandica Błeszyński, 1964
- P. xymena Błeszyński, 1964
- P. zernyi Błeszyński, 1964